# Judar i Sverige
Judar i Sverige har funnits åtminstone sedan 1600-talet, men det var inte förrän 1775 som judar kunde bosätta sig i Sverige utan att konvertera till kristendomen.
Under Gustav III:s regering på 1770-talet tilläts bildandet av Sveriges första judiska församlingar, vilket blev starten på ett organiserat judiskt liv i Sverige. År 1782 infördes Judereglementet, som reglerade judarnas bosättningsrätt och näringsfrihet i landet. Under 1800-talet förbättrades judarnas rättigheter gradvis och 1870 fick de fullständiga medborgerliga rättigheter, inklusive möjligheten att väljas till riksdagen.
Den judiska befolkningen i Sverige ökade betydligt under 1900-talet, särskilt genom flyktinginvandring under och efter andra världskriget samt genom invandring från Polen på 1960-talet. År 2021 fanns cirka 15 000–20 000 judar i Sverige, varav omkring 30 procent är medlemmar i någon judisk församling. Judar är sedan år 2000 en nationell minoritet i Sverige, och jiddisch är ett officiellt minoritetsspråk.

## Historia

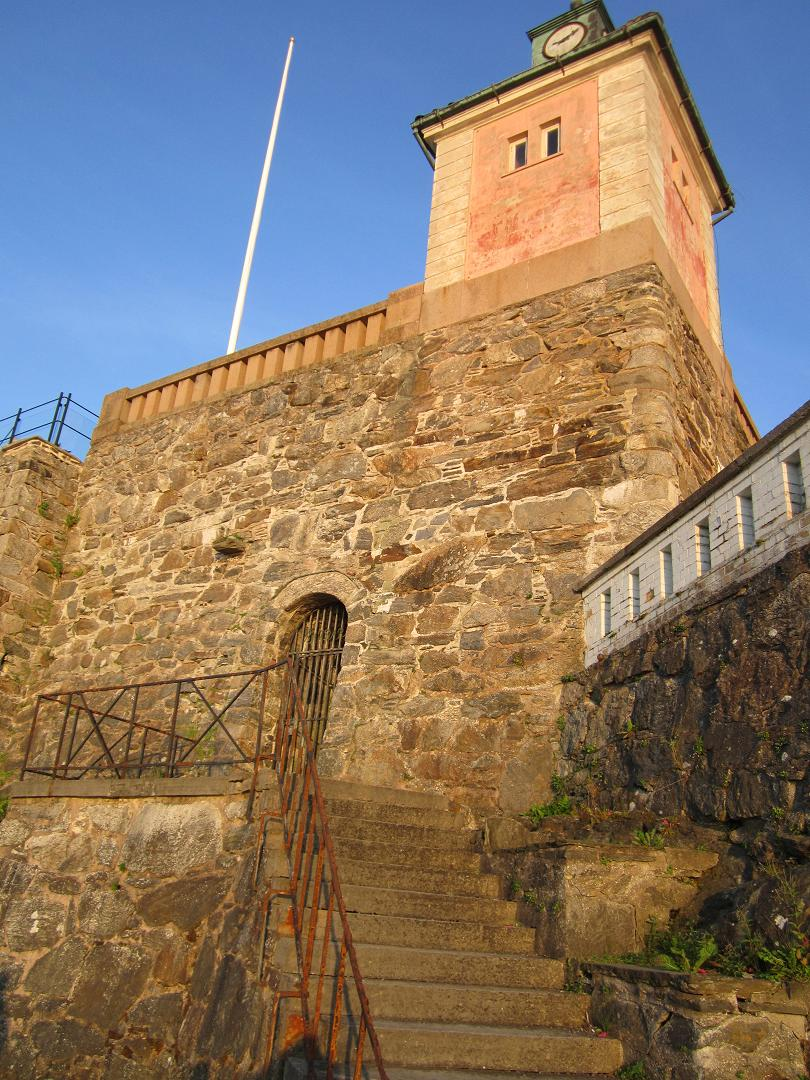
I Fredriksborgs fästning på ön Marstrand fanns en av Sveriges första synagogor.

### Den första tiden
När de allra första judarna kom till Sverige går inte att fastställa. Det har länge antagits att enstaka judar besökte landet inkognito tillsammans med de utländska köpmän som i gamla tider kom till Sverige – särskilt bland de hanseatiska köpfararna eller bland resande från de svenska Östersjöprovinserna. Dessa strödda judiska resenärer har dock inte, till skillnad från romerna, lämnat några större spår efter sig i äldre källskrifter.
Gustav Vasa hade med flera judar att göra. Hansastaden Lübeck skickade en judisk köpman vid namn Herman Israel som sändebud till Sverige för att förmå kungen att starta ett krig, den så kallade Gotlandsexpeditionen 1524, mot den danske kungen Kristian II. I utbyte lovade Israel att Lübeck inte skulle kräva vare sig avbetalning eller ens ränta på en stor skuld, och Sverige skulle få krigskostnaden kompenserad vid en förlust. Så blev dock inte fallet och när kriget misslyckades var Gustav Vasa rasande på Herman Israel som han ansåg hade lurat in honom i kriget under falska förespeglingar. I Peder Svarts krönika berättas att Gustav Vasa fysiskt angrep Israel när han fick syn på honom i Malmö under det kungamöte som ledde till Malmö recess. Gustav Vasa ska ha utbrustit "Du skall en gång få skam därför, du arge förrädare" och dragit sin värja, men han stoppades från att hugga Israel av Laurentius Andreæ och andra närvarande. Israel "gret och flepade", uppges det och skyllde på sina herrar i Lübeck.
Att Herman Israel var den första juden i Sverige är ett antagande som bland annat framförts av August Strindberg i en av hans pjäser. Gustav Vasa kallade också in en judisk läkare mot slutet av sitt liv som i samtida dokument endast är känd under benämningen "juden".
Under Gustaf II Adolfs tid fördes i Linköping en process mot tre så kallade judaister (kristna som visade böjelse för den judiska läran) som den 4 februari 1619 dömdes till döden. Sverige inledde under denna period livligare förbindelser med den europeiska kontinenten och en hel del judar bör ha besökt Sverige i skilda ärenden, även om de ännu dolde sin verkliga nationalitet. Särskilt vid anläggningen av Göteborg, dit många nederländska köpmän inkallades, flyttade några rika judar till den nya handelsstaden under Abraham Cabeliaus ledning.
Drottning Kristina utmärkte sig genom sin positiva inställning till judar. Hon brevväxlade med den berömde rabbinen Manasse Ben Israel i Amsterdam och anlitade efter sin tronavsägelse den rike bankiren och portugisiske juden Manuel Teixeira i Hamburg som personlig finansiär och kassör. Teixeiras son Diego blev också kassör samt resident åt Kristina. Hon anlitade medan hon ännu var drottning också en judisk livmedicus, läkaren Benedict de Castro från Portugal. Han hade slagit sig ned i Hamburg men kom vid ett par tillfällen till Sverige för att sköta om Kristina, första gången sannolikt år 1645 då hon var allvarligt sjuk. Han är den förste jude man med säkerhet känner till namnet på som beträtt svensk mark.
Karl XI:s förmyndarregering använde år 1667 den portugisiske juden Henrik Azzeveda som diplomatiskt sändebud när man skickade en väpnad sjöexpedition till de så kallade Barbareskstaterna i Nordafrika för att förmå härskarna där att upphöra med att låta pirater tillfångata svenska sjöfarare och sälja dessa som slavar.
Efter den westfaliska freden, då Sveriges landområde utökades betydligt, dröjde det inte länge förrän judar i spridda grupper började komma till landet. I de nya svenska provinserna runt Östersjön fanns talrika judar och då förbindelserna med grannländerna blev livligare fick ett flertal judar tillfälle att invandra. Under 1600-talet hade den judiska invandringen nått en sådan omfattning att den började väcka bekymmer hos myndigheterna och man försökte också hitta sätt att stoppa inflödet. Det var övervägande av religiösa skäl som myndigheterna ogillade judarnas invandring och då man under denna tid med all makt försökte bevara statskyrkans privilegierade ställning riktades uppmärksamheten företrädesvis på judarnas främmande trosbekännelse. Även Axel Oxenstierna varnade för inflyttningen av judar när det blev tal om att tillåta en del ansedda holländska judiska köpmän att bosätta sig i det nyanlagda Göteborg. Rikskanslern medgav att vissa ekonomiska fördelar kunde vinnas genom dessa rika judars ankomst men ansåg att nackdelarna vägde tyngre. Judiska köpmän som under detta tidsskede anlände till svenska hamnar, företrädesvis till Östersjöprovinserna, tilläts endast att stanna kvar under 14 dagar för att sälja sina varor. Judarna i Stockholm anhöll år 1680 om att få bosätta sig i huvudstaden utan att behöva överge sin religion, men deras begäran avslogs av stadens konsistorium.

### Judedop och Karl XII:s fordringsägare

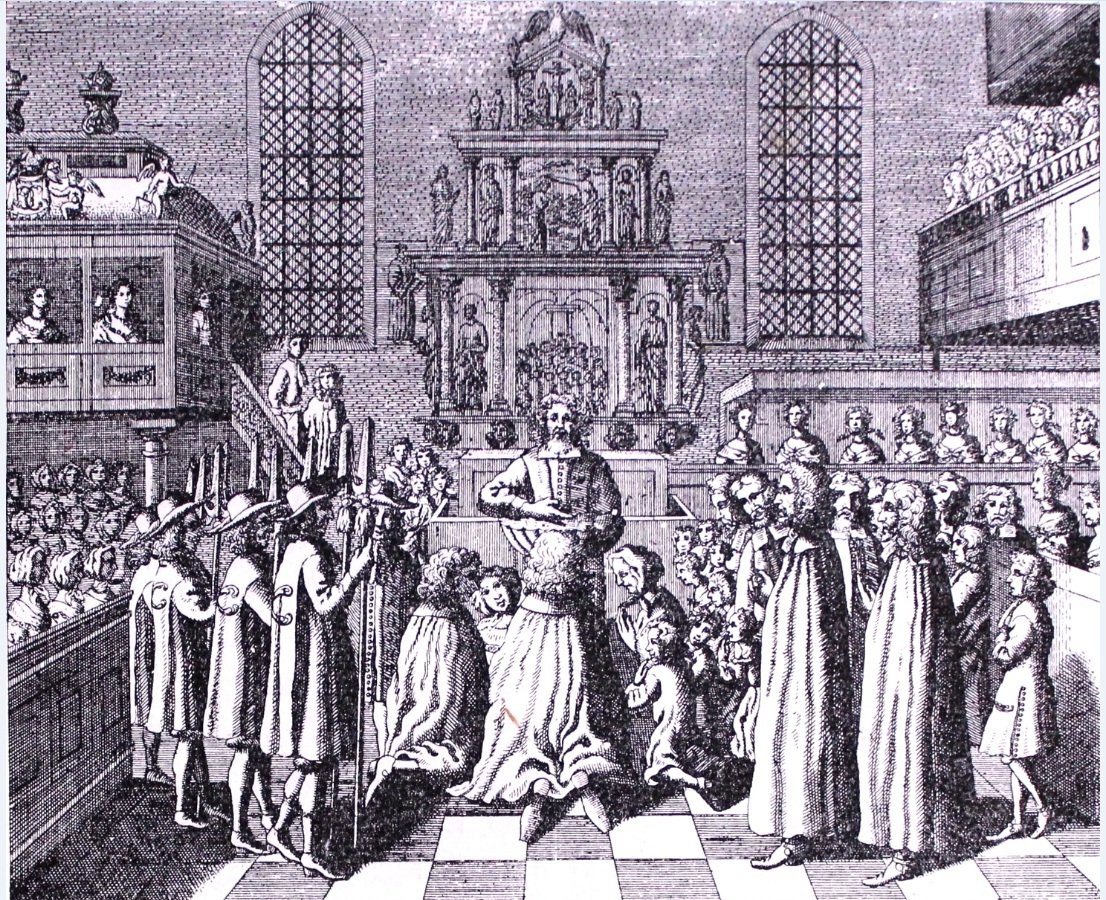
"Det stora judedopet" i Tyska kyrkan år 1681. Kopparstick av prästen Christophorus Bezelius, tryckt cirka 1682.

Enligt grundsatsen "Sverige åt svenskarna" drev Karl XI ut en hel del utländska affärsmän ur riket, först och främst judarna, som nu behandlades föga gästvänligare än romer och resande. Den 3 december 1685 erhöll Stockholms överståthållare en kunglig skrivelse med klagomål över att en del judar uppehöll sig i huvudstaden, där de sades "understå sig att föröva deras judiska religion". Med hänvisning till omtanke om "Vår rena obesmittade lära" påbjöd Karl XI nu, "vid högsta straff", att inga judar skulle få vistas i riket efter en tid av fjorton dagar. När den utsatta fristen löpt ut befanns det emellertid att en del judar ännu uppehöll sig i Stockholm, varför överståthållaren fick ny påstötning att säga till dem "att de ofördröjligen skulle packa sig ut ur landet". Åtskilliga judar kunde dock stanna kvar genom att låta döpa sig. En anteckning som Karl XI gjorde i sin almanacka för år 1681 löd: "Den 29 september, som var om torsdagen, blevo 12 judar och judinnor döpte i Tyske kyrkan." Sådana judedop ägde även senare rum och firades då som storartade högtidligheter som bevistades av kungligheter och andra högt uppsatta personer i samhället som då intog rollen som "faddrar".
Under sin vistelse i Osmanska riket drog Karl XII på sig och statskassan stora skulder. Många judar fanns bland fordringsägarna som följde med den svenske kungen på dennes hemresa och nådde Sverige den 29 december 1715. Därifrån fördes de till Karlshamn där de fick stanna i över tre år i väntan på betalning. På så sätt uppstod en tillfällig liten judisk koloni i staden. På våren 1719 flyttades de återstående fordringsägarna till Stockholm. Både de judar och de muslimer som fanns bland fordringsägarna tilläts utöva sin respektive religion under vistelsen i Sverige och även genomföra ceremonier såsom omskärelse av barn "inom lyckta dörrar". Detta eftersom de enligt Kungl. Maj:t "icke som undersåtare utan som främmande sig här i landet uppehålla". Präster uppmanades dock att försöka övertala främlingarna att övergå till kristendomen.
De svenska makthavarnas starkt negativa inställning till judar och judisk invandring kvarstod under större delen av 1700-talet. År 1723 kom en kunglig resolution som förordade att "Judar, Landstrykare, Trådragare och Häcktmakare" skulle fångas in och tas till arbete i kronans tjänst. Redan 1727 förnyades förordningen med en särskild anmodan till myndigheterna att hålla efter judarna och de övriga "luffarne". Endast sådana som var bosatta i städerna och där erlade skatter fick fara till marknaderna men förbjöds att under färden driva gårdfarihandel. De bönder som inhyste sådana resenärer skulle böta 10 daler silvermynt. Den 1 oktober 1741 förordnades om "löst och onyttigt folk, som från utrikes orter inkomma", och det talades nu om "Judar, Savoayarder, Lindansare, Comoedianter m. fl. Gycklare, hwad namn de hafwa måge, Tartare och Zigeuner, som med hwarjehanda Ogudaktighet, Spådomar, Lögn samt Tjufweri tillfoga menigeman stort beswär och olägenhet". Den inflytelserika handelsfirman Abraham & Jacob Arfwedson i Stockholm ledde år 1748 en påstötning för att få regeringen att bjuda in rika så kallade "portugisiska ebréer", det vill säga judar som flytt från Iberiska halvön, från Nederländerna till Sverige för att förbättra den svenska ekonomin. Carl Gustaf Tessin och andra mäktiga personer varnade dock för konsekvenserna av att tillåta judar att blanda sig i det svenska affärslivet. Frågan blev en del av en större politisk strid och förslaget blev aldrig verklighet.

### De första judiska församlingarna och judereglementet

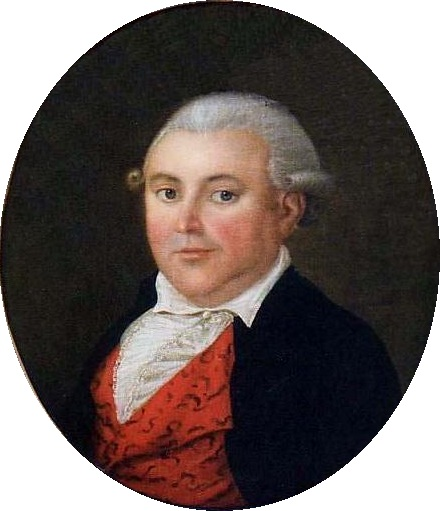
Köpmannen Jacob Marcus var en av pionjärerna i Sveriges judiska befolkning som började öka omkring år 1800. Oljemålning av okänd mästare cirka 1792.

Först under Gustav III:s regering gjorde sig en större tolerans gällande. Redan under sin vistelse i Paris 1771 uppgav sig kungen i brev till sin mor inse nyttan för riket av att ett "så flitigt folk som judarna kunde slå sig ned där".
År 1774 anlände köpmannen Aaron Isaac och han blev den första att få utöva judendom i Sverige. I slutet av 1700-talet och i början av 1800-talet kom en våg av judar till landet. Det var inte ovanligt att judarna bytte ut sina namn till mer svenskliknande för att dölja sin bakgrund. Under slutet av 1770-talet tilläts Sveriges första judiska församlingar att bildas i Stockholm och Marstrand. Sveriges första synagoga, Marstrands synagoga, invigdes 1782. Den första synagogan i Stockholm som låg i Gamla stan var verksam från 1795 till 1870 och Stora synagogan i Stockholm uppfördes 1861 till 1870.
Gustav III gav 1779 sin sanktion åt riksdagens förslag till "allmän religionsfrihet" och i det av Kommerskollegium 27 maj 1782 utfärdade judereglementet, vilket i huvudsak blev gällande till 1838, medgavs judarna rätt att bosätta sig i Stockholm, Göteborg och Norrköping, att uppföra synagogor där och att sysselsätta sig med vissa särskilt uppräknade borgerliga yrken. Men de förbjöds att delta i riksdagsmannaval och ingå äktenskap med andra än sina trosförvanter. Borgerskapet i Stockholm försökte få igenom ett krav i judereglementet på att alla judar i Sverige skulle bära ett gulfärgat band på hatten som igenkänningstecken, men det förslaget blev aldrig verklighet.
Enligt detta judereglemente tilläts inga judar i den del av Sverige som avträddes till Ryssland vid freden i Fredrikshamn 1809. Eftersom svensk lag (och därigenom judereglementet) fortsatte att gälla i Finland under den ryska tiden har Finlands judar en helt annan bakgrund än de svenska, men kom av historiska skäl ändå att bli svenskspråkiga till modersmålet trots att de invandrade som jiddischtalande ryska kantonister med början på 1830-talet.

### Judarna blir en politisk stridsfråga

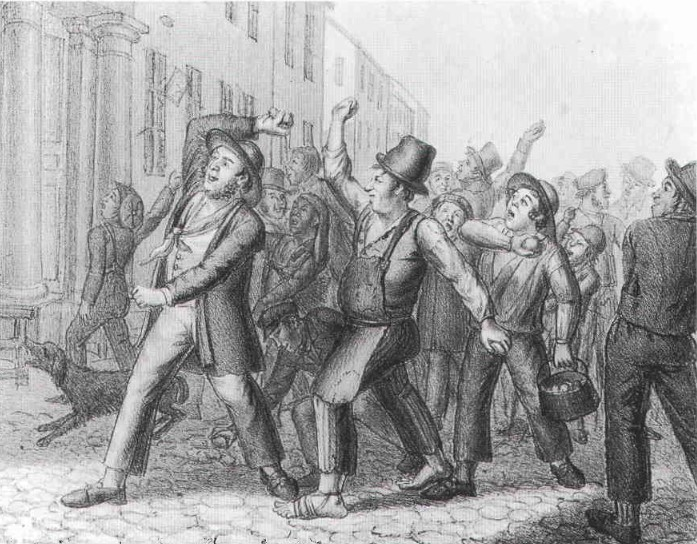
Stenkastning mot judarna i Stockholm år 1838, efter samtida litografi.

Efter Gustaf IV Adolfs avsättning och Napoleons störtande kom en politisk reaktion i Sverige som bland annat riktades mot judarna. Politiskt var det borgerskapet som ledde offensiven mot de svenska judarnas affärsverksamhet, som nu betraktades som skadlig för hela landet. Vid 1815 års riksdag framträdde en representant för Sigtuna stad i borgarståndet med en motion i vilken han påvisade de olägenheter han ansåg att judarnas invandring medfört samt hur förhoppningarna från Gustav III:s tid om judarnas ekonomiska nytta för riket hade grusats. Han klandrade judarna för deras krämarverksamhet och import av utländska varor och hävdade att de inte hade tillfört landet något mer betydande kapital eller drivit sin handel i stort omfång utan nöjde sig med att schackra i liten skala. Judarna hade enligt motionären inte heller intresserat sig för den svenska sjöfarten och de fabriker som de grundat var av föga betydelse då liknande anläggningar redan fanns i landet. Motionären lade fram ett förslag på ett nytt judereglemente som kraftigt begränsade judarnas rättigheter i Sverige och bland annat stoppade all ytterligare invandring av judar. En svensk man som gifte sig med en judinna skulle enligt motionen landsförvisas på livstid. Under 1815 utbröt samtidigt den publicistiska så kallade judefejden, en hätsk debatt om judarnas verksamhet i Sverige. I centrum stod Carl August Grevesmöhlen, som försvarade judarna mot sina debattmotståndare, i första hand Johan Ludvig Boije.
När det särskilda utskott i riksdagen som utrett frågan kom med sitt betänkande var detta dock inte till de borgerliga motionärernas fördel. Enligt utskottet var en stor del av anmärkningarna om judarna från borgarståndet obefogade. Istället föreslog utskottet att judarnas rättigheter skulle stärkas, så att de mot beviljandet av lån till staten kunde ges tillfälle att driva alla slags näringar och att bosätta sig i vilka städer som helst, bara de uppfyllde sina skyldigheter såsom svenska handels- och yrkesmän. Utskottets betänkande ledde till nya livliga strider inom de fyra stånden. Borgarna vidhöll sin åsikt om judarna och motionärerna drog återigen fram de sakskäl som talade för en inskränkning av judarnas näringsfriheter. Denna åsikt delades även av präster och bönder. Adeln var dock av en annan mening och anslöt sig till utskottets förslag. Resultatet av riksdagsstriden blev att K. Maj:t åter förnyade förbudet mot utländska judar att komma till Sverige utan kungens särskilda tillstånd.
Karl XIV Johan kungjorde den 30 juni 1838 ett nytt judereglemente som gav judarna rätt att bosätta sig i vilken stad som helst och där upprätta synagoga. På landsbygden fick de dock inte köpa fast egendom utan K. Maj:ts tillstånd. Judarna titulerades nu inte längre "judar" och man talade inte heller om den "judiska nationen" i riket utan gav dem benämningen "mosaiska trosbekännare". De bofasta och i Sverige födda judarna erhöll i merkantilt hänseende samma rättigheter som svenska näringsidkare, medan nyinflyttade judar upptogs enligt den vanliga förordningen om utlänningar. Detta nya reglemente skapade en ny politisk storm. Kungen, som under den publicistiska judefejden 1815 i tysthet hade tagit parti för judarna, och de övriga ansvariga anklagades för att själva i smyg ha judisk härkomst. Anfallet mot judarna tilltog inom kort i häftighet över hela landet och de tidigare argumenten om judarnas fördärvliga inflytande återkom. Den diskussion som återspeglas i den samtida svenska dagspressen visar att motståndet mot judarnas utvidgade friheter var mycket starkt och enhälligt och inom kort inkom till regeringen en mängd petitioner, som tillsammans räknade åtminstone 100 000 underskrifter, och som i tydliga och ofta hätska ordalag krävde ett återställande av det gamla reglementet av år 1782 samt den nya förordningens slopande. Judarnas antal i Sverige var vid denna tid cirka 850 personer.
I samband med de Crusenstolpska kravallerna i Stockholm på sommaren 1838 riktades folkmassornas vrede delvis mot judarna och de ansvariga bakom det nya judereglementet. På kvällen den 29 augusti samlades en folkhop som tågade till Skeppsbron, där de med stenar bombarderade det hus där statssekreteraren Carl David Skogman, som utfärdat det nya judereglementet, hade sin bostad. Tolv fönster slogs ut. Därefter vände sig folkmassans raseri mot vissa judiska familjer vid Västerlånggatan och Stora Nygatan, som på samma sätt fick sina fönster krossade. Nya oroligheter uppstod på kvällen den 10 september och folkmassor kastade sten på bostäderna tillhörande grosshandlare Tamm och Skogman. Man anföll också det Schönska huset och bostäder tillhörande judar som Meyerson och Mendelsohn. Det framhölls efter upploppen i Aftonbladet att dessa antisemitiska oroligheter inte hade något att göra med de gatustrider som hörde samman med domen mot Magnus Jacob Crusenstolpe.
Den allmänna oppositionen mot judarnas ökade friheter och de upprepade gatufejderna fick regeringen att backa. Efter en kraftig påstötning från borgerskapets äldste i Stockholm utfärdade K. Maj:t en ny förordning som var avsedd att lugna den allmänna opinionen och som i vissa delar återtog vad som några månader förut beviljats judarna. Vid 1840–41 års riksdag fick regeringens egenmäktighet vid det nya reglementets utfärdande hård kritik och användes även som argument vid det riksrättsåtal som anställdes mot statsråden. Oviljan mot det nya reglementet fick också präster, borgare och bönder att gemensamt hos K. Maj:t begära att den nya judeförordningen skulle upphävas och att 1782 års stadgar skulle återställas.
År 1849 fick judarna rätt att vittna i svenska domstolar. Fem år senare, 1854, gavs de rätt att bosätta sig i rikets alla städer.

### 1860-talet: stärkta rättigheter
Under 1800-talets senare del infördes ett antal reformer. År 1860 fick de judar som var svenska medborgare rätt att bosätta sig var som helst inom Sverige och där äga fast egendom. Förut hade denna rätt endast gällt de inom landet födda judarna. Den stora reformen om kommunalförvaltningen genomfördes 1862. Judar som var svenska medborgare fick då rösträtt och valbarhet till rikets alla kommunala församlingar, förutom kyrkliga sådana. År 1863 tilläts judar ingå äktenskap med icke-judar. Det året tillerkändes även främmande trosbekännare rätt att antagas i statens tjänst inom vissa lärda och konstnärliga områden. Samma år fick de även rätt att äga fastigheter inom hela riket och att vara lärare i svenska statliga skolor. Deras rättigheter utvidgades 1865 till att de även fick välja riksdagsmän, men själva var de icke valbara. Frågan om judarnas fullständiga emancipation diskuterades såväl inom riksdagen som i pressen och genomdrevs inom riksdagen 16 februari 1870 med stor röstövervikt. Riksdagen beslöt då att lämna alla främmande trosbekännare rätt att inneha sådana statstjänster som inte låg inom det kyrkliga området – med undantag för statsrådsämbeten. De fick även rättighet att inväljas i riksdagen.
Den som tillhörde Svenska kyrkan och önskade konvertera till judendomen fick möjlighet att göra detta genom 1873 års dissenterlag. Det krävde dock en process med bland annat en väntetid.

### 1900-talet–idag
Enligt 1890 års statistik fanns det då 3 402 judar i hela Sverige, men antalet ökade därefter snabbt. År 1905 angav Jewish Encyclopedia att den judiska befolkningen i landet enligt en "konservativ uppskattning" uppgick till 4 000.
Den judiska befolkningen i Sverige ökade kraftigt genom flyktingmottagandet under andra världskriget. Det har uppskattats att cirka 20 000 av de 185 000 flyktingar som fanns i Sverige 1945 var judar. Som jämförelse bestod den judiska församlingen på 1930-talet av ungefär 8 000 personer. I början av kriget var det svenska flyktingmottagandet restriktivt, men en helomvändning skedde hösten 1943 då över 7 000 danska judar flydde till Sverige och samtliga tilläts att stanna. Två svenska diplomater, Raoul Wallenberg och Folke Bernadotte, var involverade i projekt som hjälpte judar att ta sig till säkra länder under kriget.
Genom 1951 års religionsfrihetslag gavs svenska medborgare rätten att fritt gå ur Svenska kyrkan genom ett enkelt muntligt meddelande. Denna lag innebar även att det blev frivilligt för judar i Sverige att vara medlem i en judisk församling. Religionsfrihetslagen gjorde det även möjligt för en jude att bli statsråd. Denna nya rättighet hugfästes ytterligare genom en grundlagsförändring av regeringsformen som trädde i grundlaga kraft den 1 januari 1953.
Åren 1968–1970 lämnade 13 000 judar Polen, varav runt 3 000 invandrade till Sverige. Bakgrunden var att en ideologisk partistrid uppstått inom det regerande polska kommunistpartiet efter sexdagarskriget 1967. Konflikten stod mellan liberal judisk falang och en stalinistisk falang som anklagade judarna för att vara illojala mot Polen och istället tjäna Israels intressen. Partiledaren Władysław Gomułka pekade i en "antisionistisk" kampanj ut judarna som "femtekolonnare". Judar anklagades också för att ha legat bakom de studentprotester som skakade Polen 1968. Flera av de polska judar som kom till Sverige nådde ledande positioner inom svenskt samhälls- och kulturliv, exempelvis kriminologiprofessorn Jerzy Sarnecki, stadsplaneraren Aleksander Wolodarski, journalisten Maciej Zaremba och förläggaren Dorotea Bromberg.
Vissa grupper har bemött judar med antisemitism, framför allt nazister i Sverige under 1930-talet. Under andra världskriget kom många judiska flyktingar till det från kriget skonade Sverige. Vissa av dessa stannade sedan kvar, andra åkte tillbaks dit de tidigare bott eller flyttade till den 1948 nyupprättade staten Israel.
Antisemitism i Sverige har ökat på senare år. Religionsförföljelse i form av ett antal antisemitiska angrepp har skett mot synagogor i Sverige, särskilt i Malmö synagoga, till följd av missnöjet över Israel–Palestina-konflikten framför allt bland muslimska grupper, och många judar har flyttat från Malmö. Antal polisanmälningar om antisemitiska brott ökade i Sverige från 159 år 2008 till 277 år 2015, och återgick till 182 år 2016. Frågan om hur samhället och staten hanterar hotbilden mot svenska judar har varit föremål för politisk debatt.
Jiddisch blev år 2000 ett av Sveriges officiella minoritetsspråk. Lingvisten Mikael Parkvall uppskattade år 2009 antalet modersmålstalare av jiddisch i Sverige till 750–1500.